# Nick Lucas

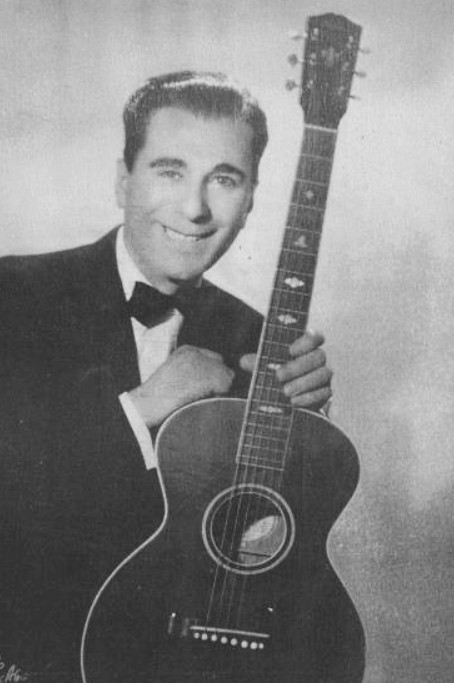
Nick Lucas (1944)

Nick Lucas, geboren als Dominic Nicholas Anthony Lucanese (Newark, 22 augustus 1897 - Colorado Springs, 28 juli 1982) was een Amerikaanse jazz-zanger en gitarist. Hij was een pionier in het gebruik van de gitaar als ritmeinstrument in de jazz en wordt wel de grootvader van de jazzgitaar genoemd. Hij was populair in de tweede helft van de jaren twintig en het begin van de jaren dertig.

## Biografie
Lucas was een zoon van Italiaanse immigranten. Op zijn zevende begon hij mandoline te spelen. Vanaf 1915 speelde hij in verschillende jazzbands, waarmee hij optrad in plaatselijke nachtclubs. Ook toerde hij met een eigen band, Kentucky Five, in het vaudeville-circuit, eind jaren tien. Hierna speelde hij in New York in de band van Sam Lanin, waarmee hij ook opnames maakte, en Vincent Lopez. In 1922 nam hij voor Pathé de nummers "Picking the Guitar" en "Teasing the Frets" op, opnames met mogelijk de eerste op de plaat vastgelegde gitaarsolo's. Hij verhuisde met zijn gezin naar Chicago, waar hij twee jaar in het chique Edgewater Beach Hotel speelde in het orkest van Ted Fio Rito. Tussen de sets ging hij even naar een nabijgelegen radiostudio van WEBH, waar hij solo liedjes zong met een zoete stem, die op de radio werden uitgezonden. Hij kreeg zo grote bekendheid en populariteit en een en ander leidde in 1923 tot een platencontract bij het in Chicago gevestigde Brunswick. Zijn eerste plaat, met de nummers "My Best Girl" en "Dreamer of Dreams", werd meteen een hit en Lucas besloot solo verder te gaan. Voor Brunswick, dat hem ging promoten als "The Crooning Troubadour" en "The Singing Troubadour", zou hij tot circa 1932 65 singles maken, de laatste anderhalve jaar met een eigen orkest, "The Crooning Troubadours".
Zijn populariteit leidde ertoe dat Lucas rond 1924 werd benaderd door gitaarbouwer Gibson, die aanbood voor hem een speciale gitaar te bouwen, geheel naar diens specificaties. Deze gitaar werd ook op de markt gebracht, in de loop der jaren in steeds een iets andere uitvoering. De 'Nick Lucas Special' was de eerste gitaar die de naam van een artiest droeg. De gitaar werd tot 1938 gemaakt.
In 1926 speelde Lucas in de Broadway-shows "Sweetheart Time" en "Show Girl" en toerde hij met succes in Europa. Hij speelde 80 weken lang voor een megasalaris in Orpheum-theaters. In 1929 trad hij op in de kleurenfilm "Gold Diggers of Broadway", waarin hij twee nummers zong die standards zouden worden: "Tiptoe Throught the Tulips" en "Painting the Clouds With Sunshine". "Tiptoe" zou Lucas' herkenningsliedje worden. Datzelfde jaar zong hij ook een lied in de revue-film "Show of Shows". In 1932 verliet de zanger/gitarist Brunswick om de te gaan freelancen. Hij maakte dat jaar twee platen voor het label Hit of the Week, zijn laatste twee platen van belang. In de jaren erna speelde hij voor de radio (CBS en NBC) en speelde hij in enkele shorts. Hij ging optreden in nachtclubs, ballrooms en theaters, zo stond hij honderd weken in El Capitan Theatre in Hollywood. Ook nam hij nog wel op, voor labels als Cavellier Records, Decca en Capitol Records. In de jaren vijftig verscheen hij in verschillende televisieprogramma's, onder meer van Lawrence Welk en Ed Sullivan. Verschillende van zijn liedjes werden gebruikt voor de soundtrack van de film "The Great Gatsby (1974)". Lucas gaf tot hoge leeftijd nog optredens.
Hij overleed aan de gevolgen van een dubbele longontsteking.
Nick Lucas is te horen op opnames van onder andere Marion Harris, Red Heads, Jack Purvis, Ladd's Black Aces en Red Nichols.

## Discografie (selectie)
- Nick Lucas 1920's Jazz Vocals & Guitar - Encore 1, Vintage Recordings, 2014 (opnames 1925-1926)
- Nick Lucas 1920's Jazz Vocals & Guitar - Encore 2, Vintage Recordings, 2014 (opnames 1926-1927)
- Nick Lucas 1920's Jazz Vocals & Guitar - Encore 3 Vintage Recordings, 2014 (opnames 1928-1932)
- Tip-toe Thru' the Tulips, ASV, 2000
- Painting the Clouds, South Side Punk, 2001 (radio-opnames jaren veertig)
- Souvenir Album, Melody Man Records, 2006
- First and Last Accents, Melody Man Records, 2008 (opnames periode 1955-1980)

## Films
- Gold Diggers of Broadway, 1929
- Show of Shows, 1929
- On the Air and Off, 1933
- Vitaphone Headliners, 1935
- Yankee Doodle Home, 1939